# 菲格罗阿新村
菲格罗阿新村（西班牙語：Aldeanueva de Figueroa）是西班牙卡斯蒂利亚-莱昂萨拉曼卡省的一个市镇。 总面积56平方公里，总人口325人（2001年），人口密度6人/平方公里。